# Economía de Tucumán
Economía en Tucumán

## Introducción
Desde el período colonial se desarrolló la vitivinicultura en las estancias jesuíticas establecidas en el territorio de la actual provincia de Tucumán, luego a esto se sumó una importante y el skeler tradicional industria del cuero (curtiembres, talabartería y marroquinería), a fines del siglo XVIII se desarrolló la producción de aguardientes acompañada de medianos cultivos de arroz, esto y la introducción de la caña azucarera atribuida al obispo Colombres restó importancia a la vitivinicultura que no podía competir cuantitativamente con la desarrollada en otras provincias (por ejemplo en Tarija), sin embargo las postrimerías del siglo XVIII y gran parte del siglo XIX se caracterizaron por la importancia que cobró en Tucumán la fabricación de carruajes para los transportes a largas distancias. En zonas más apartadas se desarrolló una primorosa industria textil como la de las randas y encajes de Raco.
Actualmente entre las principales actividades que se desarrollan se encuentran los complejos agroindustriales del azúcar y del limón, que abarcan desde la producción primaria, pasando por las diversas etapas de procesamiento hasta el producto final, obteniéndose, en el caso del limón, desde fruta en fresco clasificada y empacada hasta productos industriales como jugos concentrados o aceites esenciales. Otras actividades que tienen una fuerte participación en
la generación de valor en la provincia son las industrias: automotriz (por ejemplo camiones y material ferroviario– con importantes talleres en Tafí Viejo–), textil y calzado, golosinas,
gaseosas y papel, cervecerías, excelentes quesillos y quesos (principalmente en Tafí del Valle).
En la actividad primaria tiene gran relevancia, además de la caña de azúcar y de limón ya mencionados, el arándano azul, la frutilla y cultivos extensivos como los de soja, maíz, trigo y poroto, la horticultura y el tabaco.
El PBG (Producto Bruto Geográfico) de Tucumán representa alrededor del 2,1% del PBI de Argentina. Esto convierte a Tucumán en la provincia con mayor capacidad productiva de la Región del Norte Grande Argentino.
La incidencia de las actividades económicas en el PBG tucumano es la siguiente:
| Actividad                  | %     |
| -------------------------- | ----- |
| Primarias o Extractivas    | 10,20 |
| Secundarias o Industriales | 23,80 |
| Terciarias o de Servicios  | 66,00 |

## Actividades Primarias
En la actualidad, la superficie cultivada ocupa alrededor de 656.000 ha el año 2004, distribuida de la siguiente forma:
| Cultivo                                | Sup. (ha) | %      |
| -------------------------------------- | --------- | ------ |
| Industriales (Caña de Azúcar y Tabaco) | 223.900   | 34,20  |
| Cereales y Oleaginosas                 | 365.400   | 56,00  |
| Cítricos                               | 35.724    | 5,00   |
| Frutales                               | 971       | 0,30   |
| Hortalizas                             | 29.143    | 4,50   |
| TOTAL AGRÍCOLA                         | 655.138   | 100,00 |

- Cultivos Industriales: se destaca principalmente la caña de azúcar, aunque también se cultiva tabaco en su variedad Burley en el sur de la provincia.
- Cereales y Oleaginosas: se trata mayormente de soja y trigo, aunque también se cosecha maíz y sorgo.
- Cítricos: Tras la crisis de la industria azucarera, ocasionada en la segunda mitad de los 1960s, años en los cuales muchos "ingenios" fueron clausurados, se impuso el cultivo del limón, que produce anualmente alrededor de 1.200.000 t. Es la actividad que más creció desde fines del siglo XX, desplazando a otros cultivos más tradicionales. Cabe destacar que Argentina es actualmente el primer productor mundial de limones, y el 90% de esa producción tiene como origen la provincia de Tucumán, a través de sus 33 empresas de empaque (packings). Lo producido se destina, en un 70% a su industrialización (jugos concentrados, aceites esenciales y cáscara deshidratada) y un 30% a su venta en fresco.
- Otras Frutas: la provincia es la primera productora nacional en paltas, con alrededor de 1.000 ha y 2.100 t producidas, también se produce en gran cantidad arándano y frutilla: actualmente Tucumán es la segunda productora de Frutillas del país después de la provincia de Santa Fe, presentando la ventaja de disponer de fruta durante gran parte del año. Aproximadamente el 60% de la fruta se comercializa en fresco y el resto se congela e industrializa dentro y fuera de la provincia. En arándanos, Tucumán es la tercera provincia productora.
- Hortalizas: las principales hortalizas producidas son tomates, lechuga, batata, papas (patatas), arvejas, sandías, etcétera.
- Ganadería: predomina la cría de razas criollas de bovinos, ovinos y caprinos para consumo local y producción de excelentes quesos y "quesillos".
- Apicultura: la provincia de Tucumán es gran productora de miel en particular de la llamada "miel de limón" debido al gusto que ésta posee.
- Minería: existe explotación de sal y, a menor escala, de mica, arcilla, limo, yeso, calizas arena y canto rodado.

## Actividades Industriales
- Industria azucarera: actualmente existen 15 ingenios azucareros que, en 2006, produjeron 1.525.189 t de azúcar,[3] registrándose un récord absoluto de producción. Tucumán es el principal productor de azúcar de Argentina, dando origen al 65% de la producción nacional. A continuación se muestra un cuadro que contiene la ubicación de cada ingenio tucumano y el porcentaje de azúcar producido sobre el total:

|    | Ingenio        | Departamento | % Prod. |
| -- | -------------- | ------------ | ------- |
| 1  | Aguilares      | Río Chico    | 4,14    |
| 2  | Bella Vista    | Leales       | 4,00    |
| 3  | Concepción     | Cruz Alta    | 26,51   |
| 4  | Cruz Alta      | Cruz Alta    | 3,10    |
| 5  | La Corona      | Chicligasta  | 4,01    |
| 6  | La Florida     | Cruz Alta    | 6,42    |
| 7  | La Fronterita  | Famaillá     | 6,16    |
| 8  | La Providencia | Monteros     | 9,15    |
| 9  | La Trinidad    | Chicligasta  | 8,42    |
| 10 | Leales         | Leales       | 3,88    |
| 11 | Marapa         | Alberdi      | 4,34    |
| 12 | Ñuñorco        | Monteros     | 5,48    |
| 13 | San Juan       | Cruz Alta    | 4,22    |
| 14 | Santa Bárbara  | Río Chico    | 5,17    |
| 15 | Santa Rosa     | Monteros     | 5,00    |

- Industria citrícola: en Tucumán predomina la industrialización del limón, que se efectúa en 8 fábricas (año 2004), y en ellas se obtiene jugos concentrados congelados (usado en bebidas y saborizadores), aceites esenciales (empleados en perfumes, jabones y aromatizantes), cáscara deshidratada y pulpa congelada (útil para pectinas alimenticias y farmacéuticas). Se trata de una industria modernizada, que convirtió a Tucumán en el principal industrializador de limón del mundo. Las siguientes son las cuatro fábricas más importantes del rubro:

|   | Empresa           | Departamento | Molienda (t) |
| - | ----------------- | ------------ | ------------ |
| 1 | San Miguel        | Famaillá     | 280.000      |
| 2 | Citrusvil S.A.    | Cruz Alta    | 100.000      |
| 3 | V. Trapani S.A.   | Tafí Viejo   | 90.000       |
| 4 | Citromax S.A.C.I. | Tafí Viejo   | 90.000       |

- Industria del Software: Tucumán es la principal provincia del Norte Argentino en cuanto a Industria del Software y Servicios Informáticos, orientada a mercados nacionales e internacionales. El Clúster Tecnológico Tucumán fue fundado en 2007 y está integrado por más de 30 empresas,[4] entre las que incluye compañías internacionales como Globant, Sovos, Everis y firmas líderes nacionales como Censys.
- Otras industrias: comprende una variedad de rubros, que incluye alimentación, textil, metalmecánica y maquinarias pesadas. El rubro metalmecánico adquirió gran relevancia como proveedor del sector minero de la región. También se desarrolló recientemente la industria vitivinícola, principalmente en el Departamento Tafí del Valle. En 2014 se registró una producción total de 1.033.500 litros de vino, en 86 ha, surgido de las siguientes bodegas: Arcas de Tolombón, Las Mojarras, La Churita, Luna de Cuarzo, Alto la Ciénaga, Río de Arena, Finca La Silvia, Bodega Cerro el Pelao, Comunidad de Los Zazos, Posse, Marebbe, La Constancia y Valle de Choromoro.

El siguiente cuadro resume las industrias más relevantes radicadas en Tucumán:
|    | Empresa                                  | Fabricación                             | Departamento |
| -- | ---------------------------------------- | --------------------------------------- | ------------ |
| 1  | Arcor                                    | Golosinas                               | Lules        |
| 2  | Scania                                   | Cajas de Cambio y Diferenciales         | Cruz Alta    |
| 3  | ABB Tubío                                | Materiales Eléctricos de Baja Tensión   | Leales       |
| 4  | BGH                                      | Telefonía Móvil                         | Tafí Viejo   |
| 5  | Algodonera San Nicolás (TN & Platex 2)   | Textil                                  | Burruyacú    |
| 6  | Alpargatas                               | Calzado Deportivo                       | Río Chico    |
| 7  | Santista Textil                          | Textil                                  | Famaillá     |
| 8  | Tecotex                                  | Textil                                  | Lules        |
| 9  | TN & Platex                              | Textil                                  | Burruyacú    |
| 10 | Celusal                                  | Sal de Mesa                             | Burruyacú    |
| 11 | Calsa                                    | Levaduras                               | Lules        |
| 12 | Quilmes                                  | Cervezas Quilmes y Norte                | Monteros     |
| 13 | Klaukol                                  | Materiales para Construcción            | Burruyacú    |
| 14 | Papelera Tucumán                         | Papel                                   | Lules        |
| 15 | Refinor                                  | Refinación de Petróleo                  | Cruz Alta    |
| 16 | YPF Energía (El Bracho)                  | Generación de Energía Eléctrica         | Cruz Alta    |
| 17 | Minera Alumbrera                         | Filtrado de Concentrados de Cobre y Oro | Cruz Alta    |
| 18 | Weber-Iggam                              | Materiales para Construcción            | Capital      |
| 19 | Estisol                                  | Materiales para Construcción            | Famaillá     |
| 20 | Albanesi (Central Térmica Independencia) | Generación de Energía Eléctrica         | Capital      |

## Actividades Terciarias
Están basadas en el comercio, los servicios y la administración pública. Tucumán es una plaza financiera fuerte, con 18 bancos (año 2007) radicados en la provincia con al menos una sucursal. En cuanto al comercio, cuenta con bocas de expendio de las principales empresas del país y una fuerte tradición orientada al consumo de bienes y servicios. En materia de transporte, la provincia se encuentra en un importante nudo de caminos, por lo que cuenta con transporte terrestre, ferroviario (desde y hacia Buenos Aires) y aéreo por ejemplo el aeropuerto internacional Benjamín Matienzo).

El turismo es también una actividad que creció en los últimos años, a partir de la apertura de hoteles y nuevos productos. Desde 2012 se radicaron en Tucumán importantes cadenas hoteleras mundiales como Hilton, Sheraton y 
Howard Johnson que otorgaron distinción a la Provincia a nivel nacional e internacional.

## Exportaciones
La principal característica de las exportaciones tucumanas es la fuerte participación de las manufacturas industriales en el total de productos exportables, como se observa en el siguiente cuadro:
| Tipo Exportación                    | Principales Productos                                              | %     |
| ----------------------------------- | ------------------------------------------------------------------ | ----- |
| Productos primarios                 | Limones, soja, trigo, caña de azúcar, frutillas, arándanos, paltas | 42,91 |
| Manufacturas de origen agropecuario | Aceites esenciales de limón, azúcar                                | 21,85 |
| Manufacturas de origen industrial   | Autopartes, golosinas, papel                                       | 34,84 |
| Combustible y Energía               | Gas propano licuado, butano                                        | 0,40  |

El principal comprador de la producción tucumana es Brasil, seguido por Estados Unidos, Rusia y Chile.
Las cifras corresponden al año 2001, en el que las exportaciones ascendieron a U$S 755 millones.
En el año 2002, el total exportado fue de U$S 1.034 pesos.